# 星银岛
《星银岛》（英語：Treasure Planet）是一部由華特迪士尼製作、於2002年首次上映的電腦動畫電影。2002年11月27日上映，為第43部華特迪士尼經典動畫長片。電影的故事主要改編自羅伯特·路易斯·史蒂文森所作的長篇冒險小說《金銀島》，它也是第一部同時於一般以及IMAX電影院上映的電影。這部電影的製作採用了一種當時很新奇的手法：將2D的傳統動畫放置在3D的電腦動畫背景上。
這部電影是由羅恩·克萊門茨和約翰·馬斯克兩人共同合作編劇、監製以及導演的，他們兩人當初在提出有關這部電影的想法時也同時提出了電影《小美人魚》的想法。《星銀島》中的配音員有以下幾位：喬瑟夫·高登·李維、布萊恩·莫瑞、大衛·海德·皮爾斯、馬丁·修特以及愛瑪·湯普森等人。電影中的音樂是由詹姆斯·紐頓·霍華譜寫，而由約翰·瑞茲尼克演出的。這部電影在北美洲的票房收入非常少，電影經費約1.4億美元，但在美國和加拿大的票房收入只有約3800萬美元，全世界總收入則約為1.1億美元。另外，它在2002年時被提名入圍奧斯卡金像獎。
電影的DVD已經分別由博偉在台灣發行，VCD由中錄德加拉在中國大陸發行，電影原聲帶由Sony在台灣發行。CCTV6另为该片做过一条配音。

## 劇情
故事開始時，三歲的賀詹姆（Jim Hawkins）正在床上讀著故事書。詹姆從小就非常喜歡傳說中海盜弗林特船長（Captain Flint）的故事，他能夠隨意出現在任何想要去的地方，到處劫掠船隻，並且帶著金銀財寶消失，將所有掠奪來的財物都藏在一個神祕的「星銀島」上。十二年後，詹姆已經成為一個獨來獨往的青少年，他喜歡乘著太陽能滑翔板（類似風浪板和衝浪式特技跳傘的組合，但滑板的後方裝有火箭，而帆是類似太陽能板的布）到處飛行，不過這常常導致他惹上警察。除此之外，他同時也在他媽媽賀莎拉（Sarah Hawkins）經營的旅館中幫她的忙。
有一天，一個太空船墜毀在旅館旁邊，而奄奄一息的船長龐比利（Billy Bones）給了詹姆一顆球狀物，並告訴他「小心生化人」。比利死後不久，就有一群海盜幫衝進了旅館並摧毀了它。詹姆、他的媽媽以及他們外貌像狗的一個朋友戴德曼博士（Dr. Delbert Doppler）在千鈞一髮之際帶著那顆球逃離了旅館。後來，詹姆發現那顆球其實是一個地圖投射器，而且是一個指引前往「星銀島」的地圖。
之後，戴德曼博士就組織了一個船隊來尋找星銀島，船的名字為「RLS傳奇號」（RLS即原故事作者英文名字Robert Louis Stevenson的縮寫）。這艘船的船長則是一位外貌像貓、且有英國口音的女性：艾蜜莉亞（Captain Amelia）；大副是一位皮膚由石頭組成、高大強壯且很尊敬船長、強調紀律的男性：艾羅先生（Mr. Arrow）；而船員則是一群由主廚史約翰（John Silver）祕密領導的海盜組織。詹姆剛上船時就開始懷疑史約翰就是當初比利警告他的那個生化人。詹姆被船長指派和約翰一起負責船上的清理工作，而在那之間，雖然詹姆一開始不相信約翰，但他們後來還是發展出了深厚的感情：由於詹姆的父親在詹姆還小時就拋棄了家庭，所以詹姆就把約翰當作父親一樣看待。之後，這艘船遇到了一個黑洞，雖然在博士的計算下成功透過了擾動波逃離了黑洞，但是艾羅先生卻因為救生線沒有綁好而失蹤了，這使得詹姆很自責，因為當初是船長要求他檢查所有的救生線的。不過，這其實是一位外貌像蠍子的惡毒船員史高（Scroop）將他的救生線刻意切斷並且嫁禍改詹姆所造成的。
當船快要到達星銀島時，史約翰帶領的船員們就發起了動亂，將船隻占為己有並升起海盜旗。這時，詹姆、博士和艾蜜莉亞三人就棄了船，乘著一艘小艇打算逃離。不過，在逃離的過程中，海盜船員對他們發射了一枚大砲，而導致小艇墜毀在島上，同時也使艾蜜莉亞受到重傷。在逃離的過程中，詹姆意外的將地圖遺留在船上了，不過約翰卻不知道，以為地圖還在詹姆手上。在船上的那場動亂中，原本約翰是有機會殺死詹姆的，但由於他和詹姆深厚的感情，而軟下了心來。
詹姆在星銀島上的森林到處探索時，發現了一個被遺棄、行為很怪異、名叫班（B.E.N.）的機器人。他的頭上有一個記憶卡的插槽，而他的記憶卡不知道被誰給拔除了，所以班的記憶只剩下殘留的片段，同時也導致了他怪異的行為。班將詹姆一群人帶到了他的房子，好當作一個休息地，來讓艾蜜莉亞恢復她的傷。後來海盜還是找到了他們，經過約翰向詹姆要求地圖的談判失敗後，就在班的房子的外頭紮營看守。不過，經由班的房子的後門，詹姆順利的回到了船上以尋找地圖。當時正在船上巡邏的史高發現了詹姆，於是就和詹姆打了起來。在那之間，班不小心將船上的人工重力開關關閉了，造成史高和詹姆兩人可能漂流到外太空中的危險。詹姆後來抓住了海盜旗的旗杆，而史高則纏在海盜旗上，在繩子斷掉後就漂流到了空中，也造成了他的死亡。詹姆和班成功拿到了地圖並返回了班的房子。不過，約翰和他的同夥卻已經埋伏在班的房子中，綁住了艾蜜莉亞和博士。
約翰逼迫詹姆打開地圖，但詹姆堅持如果約翰要帶著地圖走，也就要帶著詹姆一起走。於是，海盜和詹姆等人就順著地圖指的方向前去。後來，到了地圖指標的底端，詹姆就發現了一扇可以使用地圖來開啟任何宇宙中想去的地方的大門。而這扇大門就解釋了弗林特船長當初是如何漫遊在星際中到處掠奪，接著就立刻消失不見的。而弗林特船長的寶藏則是在星銀島的中心，只能透過那扇大門來開啟通往中心的路。這時，他們就發現原來星銀島原本是一座由不知名的一群人所蓋的太空站，而當時就是被弗林特船長控制的。星球中心裡的寶藏堆疊得像山一樣高、數也數不盡，海盜們一看到就興奮地衝向前去。詹姆則在這堆寶藏中找到了一艘老舊的海盜船，上面還留著弗林特船長的骨骸。詹姆發現骨骸的手上緊握著那塊班遺失的記憶卡，於是就將它插回了班的頭中。班的記憶迅速地恢復了，但卻想起弗林特船長當初為了不讓外人竊取他的寶藏而在星球的中心設下了機關，一旦有人進入寶藏的藏匿處，這個星球就會自動引爆。接著，星球的結構就開始漸漸地解體，後來約翰發現自己必須決定要留住僅剩一船的寶藏，或者是拯救快要掉入熔岩中的詹姆。約翰選擇了拯救詹姆，並和他一起逃回了船上。不過，這艘船卻因為部分引擎受到了損害，而無法提供足夠的動力來讓這艘船在星球爆炸前及時逃離。詹姆於是在約翰的幫助下將一個火箭發射器焊接在一塊金屬板的後方，乘上了它，朝向那扇大門飛去。詹姆打算讓船在博士的駕駛下調頭，跟在自己之後飛往那扇大門，而由自己去操控那扇大門所開啟的位置。詹姆及時按下了地圖的按鈕，使大門開啟了前往自己星球的路，大家也就順利地在爆炸前逃離了星銀島。
在那之後，艾蜜莉亞將船上所有倖存的海盜船員都綁了起來，並以他那些英雄的事蹟推薦詹姆進入星際軍官學院。約翰卻跑到了甲板下的備用船艙，詹姆到那裡時正好發現約翰在準備用來逃離的船。詹姆後來讓約翰離開了，約翰也給了詹姆一些帶回來的金子以重建被摧毀的旅館。詹姆則收養了約翰那隻能夠隨意變形的寵物－魔飛（Morph）。最後，大家聚在旅館重新開張的派對中：博士和艾蜜莉亞兩人結了婚，也生了小孩、詹姆則正式成為了軍官學院的學員。詹姆往窗外看了看，發現天空中雲的形狀就有如約翰正在微笑的臉一般，故事結束。

## 配音員
| 配音                                     | 配音                        | 配音                  | 配音     | 角色                                      |
| 美國                                     | 台灣                        | 香港                  | 中国大陆 | 角色                                      |
| ---------------------------------------- | --------------------------- | --------------------- | -------- | ----------------------------------------- |
| 喬瑟夫·高登-李維 亞斯丁·馬吉爾斯（幼年） | 何志威 王度（幼年）         | 徐天佑 顏家卓（幼年） | 李正翔   | 吉姆·霍金斯/台譯：賀詹姆（Jim Hawkins）   |
| 大衛·海德·皮爾斯                         | 孫德成                      | 龍天生                | 冯骏骅   | 戴德曼博士（Dr. Delbert Doppler）         |
| 艾瑪·湯普森                              | 汪世瑋                      | 陳安瑩                | 范楚绒   | 艾蜜莉舰长（Captain Amelia）              |
| 馬丁·肖特                                | 夏治世                      | 黃又南                | 胡平智   | 班（B.E.N.）                              |
| 布萊恩·莫瑞                              | 楊少文                      | 盧雄                  | 张欣     | 約翰·西爾弗/史约翰（John Silver）         |
| 羅素·里·布朗                             | 雷威遠                      | 周志輝                | 刘彬     | 艾罗先生（Mr. Arrow）                     |
| 蘿莉·麥凱佛                              | 陈季霞                      | 伍秀霞                | 符冲     | 莎拉·霍金斯/台譯：贺莎拉（Sarah Hawkins） |
| 戴恩·大維斯                              | 使用原音                    | 使用原音              | 使用原音 | 魔飛（Morph）                             |
| 麥克·溫考特                              | 陳明陽                      | 高翰文                | 袁国庆   | 史高（Scroop）                            |
| 派崔克·馬克古漢                          | 佟紹宗                      | 周永光                | 谢宇东   | 比爾·蓬斯/台譯：庞比利（Billy Bones）     |
| 東尼·傑                                  | 康殿宏                      | 黃志成                |          | 旁白（The Narrator）                      |
| 科瑞·伯頓                                | 周寧                        | 梁佩儀                |          | （Onus）                                  |
| 麥克·馬克肖恩                            |                             |                       |          | 手（Hands）                               |
| 傑克·安吉                                |                             |                       |          | （Grewnge）                               |
| 傑克·安吉                                |                             |                       |          | 機械警察2（Police Robot 2）               |
| 鮑勃·伯根                                |                             |                       |          | 梯子上的機器人（Robot on Ladder）         |
| 鮑勃·伯根                                |                             |                       |          | 史諾弗先生（Mr. Snuff）                   |
| 羅傑·邦巴斯                              |                             |                       |          | （Turnbuckle）                            |
| 羅傑·邦巴斯                              |                             |                       |          | 機械警察1（Police Robot 1）               |
| 珍妮·卡爾                                |                             |                       |          | （Mrs. Dunwitty）                         |
| 約翰·賽甘                                |                             |                       |          | 海德利（Hedley）                          |
| 珍妮弗·達林                              |                             |                       |          | 女外星人（Female Alien）                  |
| 保羅·艾丁                                |                             |                       |          | （Verne）                                 |
| 雪莉·林                                  |                             |                       |          | （Dogbreath）                             |
| 莫娜·馬歇爾                              |                             |                       |          | 外星人媽媽（Alien Mother）                |
| 派崔克·皮內                              |                             |                       |          | （Aguanoggin）                            |
| 菲利普·普拉克特                          |                             |                       |          | （Blinko）                                |
| 菲利普·普拉克特                          |                             |                       |          | 海盜（Pirates）                           |
| 傑瑞米·蘇瓦雷茲                          |                             |                       |          | 伊森（Ethan）                             |
| 傑瑞米·蘇瓦雷茲                          |                             |                       |          | 小小外星人（Little Alien Kid）            |
| 吉姆·瓦德                                |                             |                       |          | 特倫斯（Torrance）                        |
| 迪·布萊德里·貝克                         |                             |                       |          | （Fayvoon）                               |
| 迪·布萊德里·貝克                         |                             |                       |          | （Longbourne）                            |
| 迪·布萊德里·貝克                         |                             |                       |          | （Mertock）                               |
| 彼得·庫倫                                |                             |                       |          | （Captain Nathaniel Flint）               |
|                                          | 姜先誠 胡大衛 沈光平 趙明哲 |                       |          |                                           |

## 製作

### 開發
《星銀島》花了大約四年半的時間來製作，不過《星銀島》的電影構想（當時稱為「太空中的金銀島」）早在1985年就由羅恩·克萊門茨於華特迪士尼的會議中提出了。同時，他也和約翰·馬斯克兩人一起提出了電影《小美人魚》的構想。克萊門茨說道，當時迪士尼的總理傑佛瑞·凱森柏格對這個構想「並不怎麼感到興趣」。那時，克萊門茨和馬斯克兩人希望能夠「像史蒂芬·史匹柏或是詹姆斯·卡麥隆一樣，讓拍出來的電影之鏡頭能夠非常廣泛」，因此製作日期的延遲反而對於這部電影有益處，因為時代的進步，使他們能夠更容易作出其技術。這部電影最初的製作始於2000年，當時的製作小組大約有350位成員。2002年時，羅伊·康利（Roy Conli）估計大約有1027位製作成員的名字將被列在電影結束時的製作名單內，而其中有約400名畫家和電腦動畫家、150名音樂家以及200名技術師。
康利說道，當時克萊門茨所希望建立的太空世界能夠「比在一般人在科幻電影中所認知的太空來得更溫暖、更有生命力」，而非只是「充滿了不鏽鋼黯淡的藍灰色、冷淡而無趣」。克萊門茨認為，如果讓電影中的各個角色都在太空中穿著附帶頭盔的太空衣，那將會讓整部電影「完完全全地失去浪漫的感覺」，於是製作小組就研發出了一個符合要求的太空世界構想：「乙金」（Etherium），它被形容為「一個充滿了生氣的外太空」。
在這部電影製作的後期時，電影中的許多架構都被改變了。其原始的架構大致如下：一位名叫賀詹姆（Jim Hawkins）的大人以第一人稱的觀點敘述著弗林特船長（Captain Flint）的故事。但是，製作小組卻認為這樣會使整部電影看起來太過「黑暗」，而缺乏了足夠的角色互動。製作小組曾經想過要加入一個詹姆一邊和一位外星人小孩對話、一邊低頭修理著自己的太陽能滑翔版的片段，以為詹姆這個角色塑造一個和藹親切、卻又有如《麥田捕手》般令人尊敬的形象。不過，由於製作小組希望能夠在片頭就放上詹姆騎著滑翔翼的場景，於是這個片段就被刪掉了。

### 編劇
電影的編劇羅勃·愛德華（Rob Edwards）說道，將一本經典小說的劇情整個搬到外太空去「極度的具有挑戰性」。他們在電影剛開始製作時不久，就將某些一般科幻電影中常見的元素（如鋼鐵製的太空船等給人帶來冰冷的感覺的東西）給列入黑名單內了。愛德華還說道，他們「為了要讓這部電影看起來更現代化而努力了很久」，而製作小組製作時背後的基礎理念就是希望讓這部電影「像當初的原作娛樂那時的小孩一樣也能夠為現代的孩子們帶來極大的樂趣」。
關於將原作中的角色改編進電影中的過程，克萊門茨提到，原作中的賀詹姆是一位「非常聰明、具有能力的孩子」，但他希望將電影中一開始的詹姆塑造成一位「總會帶來麻煩的小孩」、且「不知道自己是個什麼樣的人」的人物，但仍然保留了原作中詹姆特殊的個性。在原作中，賀詹姆的「心靈導師」是史奎爾·崔洛尼（Squire Trelawney）以及利布西博士（Dr. Livesey）兩人，而馬斯克形容這兩個人「一位很戲劇性、另一位卻很正直」；而這兩個角色在這部電影則是被融入了戴德曼博士（Dr. Delbert Doppler）中。克萊門茨還提到，有關賀詹姆以及史約翰兩人之間的父子情節，在原作中「只有描述到一點」，但他卻想要在這部電影中特別強調這部份。

### 配音員
配音員導演露絲·蘭伯特（Ruth Lambert）為了這部電影在紐約、洛杉磯以及倫敦等城市舉辦了試鏡會，不過當時製作小組對於電影中兩位角色的配音員已經有了初步的構想。當初戴德曼博士這個角色的設計就是參考自大衛·海德·皮爾斯的聲音，而正當皮爾斯在配音《蟲蟲危機》的同時，也收到了製作小組寄給他的一份《星銀島》的劇本，同時附上了戴德曼博士這個角色的初步構想，以及整部電影的基礎結構。他曾說道：「那個劇本非常的完美，看起來也非常的具有吸引力。」，於是就接受了這項負責替戴德曼博士配音的工作。至於艾蜜莉亞船長（Captain Amelia）的角色設計則是參考自艾瑪·湯普遜，製作人員邀請了她之後，她「感到非常興奮」，並回了一張紙條：「我竟然能夠在連戲服都不必穿的情況下就演出一部動作電影！」。主角賀詹姆以及史約翰（John Silver）兩人在角色設計時並沒有預先設想好的配音員，不過在試鏡會開始後數月，製作小組就找到了喬瑟夫·高登-李維以及布萊恩·莫瑞兩人分別擔任他們的配音。高登·李維曾說道，他會被這個角色吸引是「因為它是一部迪士尼的動畫電影，而我認為迪士尼所有的動畫電影已經自成一格」，且「能夠成為那個傳統的一部分，對我來說是一件非常不可思議的事」。馬斯克曾提到高登·李維的配音使角色「讓人感到有弱點，卻又非常聰慧；似有年輕人狂傲的個性，卻又像是個乳臭未乾的孩子」，而讓製作小組決定要選用他作為配音。
在這部電影的主角配音員中，只有皮爾斯一人在參與這部電影的製作前有擔任過配音員的經驗。康利解釋說，他們當初希望配音員「能夠以自己真實的聲音」來進行配音，就因為這一點，而使得沒有擔任過配音員的人反而比較能夠符合製作小組的要求：因為他們比較習慣用自己天然的聲音來說話，而不會將自己的聲音「加以修飾」。這部電影的配音員在負責配音時，多是獨力完成，而幾乎沒有和對話中其它的配音員進行互動。只有高登·李維希望能夠和莫瑞一起進行配音，因為他認為賀詹姆以及約翰兩人之間的對話很難在不互動的情況下獨力完成配音。

### 動畫及設計

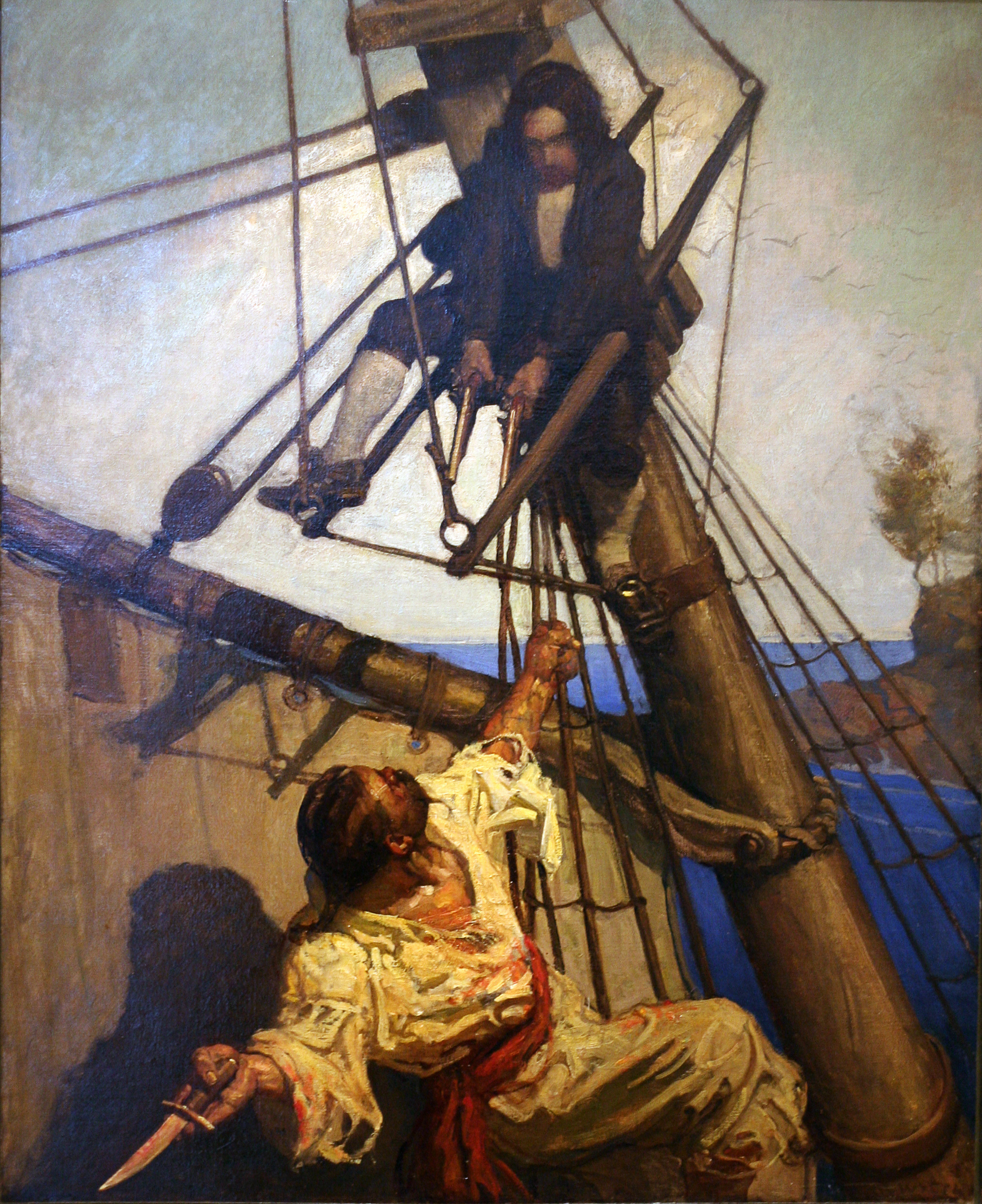
一張由紐威·康瓦斯·魏斯繪製的插畫，名稱直譯為〈只差一步，手先生〉（One More Step, Mr. Hands）。此圖被印刷在《金銀島》1911年版的書上。這種被製作小組稱為「經典故事插畫」的畫法即被做為《星銀島》中外觀的基礎。

在設計《星銀島》的同時，藝術指導安迪·盖斯凯尔（Andy Gaskill）向克萊門茨推出了一套稱為「70／30法」（70/30 Law）的基礎原則，其中提到這部電影的外觀設計應該要保持70%的傳統、以及30%的科幻。《星銀島》畫作的設計是基於由布蘭迪萬插畫學校出身的畫家，如霍华德·派尔以及紐威·康瓦斯·魏斯等人所作的畫的風格。他們的畫風被製作小組形容為「經典的故事插畫」、讓人有「一筆一畫都充滿了感情」的感覺、且溫暖的色調讓人感到舒服。在這部電影中，動畫家們使用了一套稱為「Deep Canvas」的3D繪圖技術軟體（它當初是為了《泰山》的製作而被開發的），並利用它來製作「虛擬布景」。所謂的「虛擬布景」，就是在將人物的畫作放入動畫之前先製作一個沒有人物的360度場景模型。他們將這個技術和傳統手繪的人物結合在一起，以讓它看起來「像是手繪的畫作，卻又能夠具有深度」。除此之外，它還讓製作人員能夠任意將人物放在場景中的任何一處，同時也能進行模擬，使整個動畫的動作能夠看起來更為流暢。為了要知道若將電腦動畫製成的肢體部分套用在一個傳統手繪角色身上（尤其是史約翰的生化人手臂）看起來會如何，製作小組取了一段《小飛俠》中虎克船長（Captain Hook）的動畫，並將他套上了生化人的手臂，以進行測試。
當時製作群中大約有四十位動畫家，後來還被分為許多個小組；舉例來說，由於賀詹姆這個角色在電影中的戲份最多，因此其中有十六位被分配到賀詹姆的製作小組。史約翰則是次之，其製作小組共有十二位。為了要確保各個角色的畫法以及個性都能有一定的「固定性」，電影中每個主要角色都擁有一個專門的製作小組，且每個小組都有一位監督員。康利提到，這些監督員的個性將會影響最終作品中的角色，例如角色史約翰的監督員為葛連·基恩；賀詹姆的則為約翰·李帕（John Ripa）。除此之外，配音員部分的肢體動作以及臉部表情等也有被融入到電影的角色中。
當被問到是否會參考過去幾部由《金銀島》改編的電影中的角色來製作這部電影時，基恩說道，他不喜歡在製作電影時從以前的電影尋找靈感，這樣才能夠「清空自己的腦子」，並「消除刻板印象」。不過，他在設計史約翰這個角色時仍然參考了於1934年版本的電影中飾演史約翰的華理士·勃利之形象，因為基恩「非常喜歡他，尤其喜歡從他嘴中說出來的話、以及他的說話方式」。至於賀詹姆的角色設計，約翰·李帕說道詹姆斯·狄恩是一位非常重要的參考人物，因為他認為狄恩「他演戲時的態度、表情等感覺上有一股發自內心的痛苦，和年輕人天真無邪的感覺」。除此之外，李帕還將電影《勇敢的心》作為一個重要的參考，因為「那部電影中有許多人物的特寫......那些正在思考的人物的特寫，而且從他們的眼神中就能夠看出來他們正在思考」。
動畫家們也有用到了角色的縮小比例模型，也就是使用電影中角色的小模型來作為製作電影時的參考。角色雕刻家肯特·梅爾頓（Kent Melton）說道，迪士尼的電影中第一部使用到這種比例模型的是《木偶奇遇記》，而這也為將來使用比例模型來設計角色的習慣奠下了基礎。後來，迪士尼甚至還開發了一個專門雕刻、製作比例模型的部門。基恩說道，這些模型不僅要「只像商店中賣的小玩偶」，它們還得能夠「讓人看出（這個角色的）個性」。除此之外，這些比例模型也幫助了配音員們能夠對自己所飾演的角色加深印象，同時也可以使他們更清楚自己應該如何為這個角色配音。

### 音樂及音效
「70／30法」不只運用在視覺效果的設計上，它同時也被使用於這部電影的音樂和音效中。音效設計師丹恩·大衛斯（Dane Davis）說，他和他的團隊曾經「走遍了許多二手店和古董店，去尋找一些老舊、壞了的玩具，或者是那些還能旋轉的老機械」，以製作史約翰生化人手臂的機械音效，因為電腦只會讓它發出「太花俏、太科幻的聲音」。製作小組曾經在角色的對話中做了一些改變音效的實驗，特別是在機器人角色班（B.E.N.）上。不過後來卻還是決定要保留配音員馬丁·肖特原本的聲音，因為無論他們做了什麼樣的改變，都會影響到「他那聲音的幽默感」，而「在具備了這種故事的電影的製作過程中，你最不想要做的事情就是影響它的表現」。
這部電影的背景音樂大多數都是由管絃樂團來演奏的，不過其中還包括了兩首頗受好評的流行音樂單曲：由咕咕玩偶的主音約翰·瑞茲尼克所演出的「I'm Still Here」、以及「Always Know Where You Are」。這兩首單曲都是由約翰·瑞茲尼克作曲，且在電影中也都是由他演唱的，不過原聲帶中的「Always Know Where You Are」卻是後來由BBMak重新錄製的版本。背景音樂的部份則是由詹姆斯·紐頓·霍華譜寫的，而他認為這部電影中的配樂「非常類似科恩戈爾德、迪奧姆金和史坦納等人的完美傳統」。這部電影的音樂曾被形容為一種在現代音樂中融入了凱爾特音樂以及《星際大戰》配樂的合成。另外，蘇格蘭提琴家阿拉斯代尔·弗雷泽在這部電影的原聲帶中被列為了曲目「Silver Leaves」的副作曲家，同時也在電影的製作名單中被列為了配樂的獨奏家之一。華特迪士尼錄音公司於2002年11月19日發行了這部電影的原聲帶專輯。

## 發行
《星銀島》於2002年11月17日在好萊塢的辛納拉馬巨蛋戲院舉辦了首映會。不過，在這之前，這部電影已經於11月6日先在法國巴黎舉辦了公映。這部電影是第一部同時於一般以及IMAX電影院上映的「製片廠主要作品」電影；迪士尼選擇要將這部電影同時上映於IMAX戲院的原因是有鑑於前幾部迪士尼經典動畫電影在重新於IMAX戲院上映後，所獲得的評價都頗高，如《幻想曲2000》以及《美女與野獸》。華特迪士尼製片廠（Walt Disney Studio Entertainment）的總裁迪克·庫克也曾提到，如此同時上映的方法能夠在競爭性高的假期中明顯的將它們兩者區分開來。

### 票房表現
《星銀島》票房收入遠低於其製作成本，它在美國和加拿大僅獲得了約3800萬美元、以及全世界僅約1.1億美元的票房收入，造成了製片廠不少的虧損。後來，迪士尼旗下的博偉發行公司在電影發行後數日內，其該年第四季的盈餘就減少了4700萬美元。

### DVD版本
《星銀島》於2003年4月29日在美國和加拿大發行了DVD以及錄影帶的版本。其中DVD版本的特別收錄包括了一些幕後製作片段、評論影片、刪減片段、預告片、由約翰·瑞茲尼克（John Rzeznik）所演出的「I'm Still Here」之音樂錄影帶和一個RLS傳奇號（RLS Legacy）的虛擬導覽。這部電影的DVD在《公告牌》的最佳銷售排行榜中維持了兩週的第一名，而錄影帶則是維持了三週的榜首。

### 行銷
在《星銀島》上映之前和上映的期間，迪士尼透過麥當勞、百事可樂、醉爾斯冰淇淋以及家樂氏等企業進行了宣傳。麥當勞在其開心樂園餐中附加了這部電影的人物玩偶和拼圖等玩具；百事可樂在其部分產品的包裝上印了這部電影的宣傳圖片；醉爾斯在其運貨卡車上貼了一些從這部電影聯想出的新口味（如「銀河巧克力」和「香草寶藏」等）的宣傳海報；家樂氏則是在其麥片產品的包裝中附加了宣傳這部電影的湯匙。孩之寶也為這部電影發行了一系列的人物玩偶和玩具。
2002年間，軟體公司發行了一些《星銀島》的電子遊戲。迪士尼互動工作室於10月發行了一套適用於PlayStation 2、以船艦為主角的戰略遊戲；美國索尼電腦娛樂也於11月發行了一套適用於PC、PlayStation以及PlayStation 2的《星銀島》電子遊戲，同年也發行了一套稱為《迪士尼之星銀島：訓練學院》（Disney's Treasure Planet: Training Academy）的電子遊戲合輯，其中包含了三套不同的遊戲：〈海戰炮擊〉（Broadside Blast）、〈寶藏獵人〉（Treasure Racer）以及〈乙金救援〉（Etherium Rescue），而玩家將這三套遊戲的關卡都完成後，就能夠解開隱藏版遊戲〈船形〉（Ship Shape）。除此之外，12月時還發行了一套適用於Game Boy Advance的遊戲。

## 評價
《星銀島》所獲得的評價大多為正面的，不過仍然有一些影評為這部電影寫了負面的評論。其中包括了《芝加哥太陽報》的影評羅傑·伊伯特，雖然他並沒有直接批評這部電影，但是寫道：「如果能夠再為這部電影上一些傳統的色彩，就能夠使它『更刺激』、『更不花俏』」。《每日綜藝》的安迪·克萊恩（Andy Klein）對這部電影的劇本表達了批評，形容它「無精打采」，並說道：「但願它的劇本能夠有如它的視覺效果一般有趣」。《紐約時報》的A·O·史考特形容這部電影「完全不是個對原著的尊敬，反倒是一個製作拙劣、不擇手段的海盜片」，並繼續說道它「根本稱不上是部電影」，且只是「沒有思考、純粹機械的動畫」。《娛樂周刊》的歐文·葛雷博曼形容這部電影「僅是將那些動畫效果弄得很新奇，但看起來華而不實、且一點氣勢都沒有」。不過，仍然有許多影評對這部電影發表了正面的評論。其中包括了《華盛頓郵報》的史蒂芬·亨特（Stephen Hunter），它認為這部電影「呈現了迪士尼電影最純正的一面：它將各個世代的傳統結合了起來，而非在它們之間畫了一條更明顯的界線」。《人物》雜誌的莉亞·羅森（Leah Rozen）形容這部電影「具有想像力、豐富的幽默感，且動作輕快有序」，且「那結合了傳統手繪和數位技術的動畫，使人驚心動魄」。《今日美國》的克勞迪亞·普伊格（Claudia Puig）覺得這部電影最值得注意的部份就是它「那巧妙地結合了未來風和復古風的方式」，並認為這部電影雖然沒有《星際寶貝》那迷人的魅力，也沒有《神隱少女》那令人驚艷的藝術效果，但「《星銀島》卻是一個闔家觀眾在假期間一起看電影的好選擇」。票房預言網站上的金姆·荷利斯（Kim Hollis）說道：「這部電影有許多讓我推薦的理由：光是它那壯觀的視覺效果就讓《星銀島》成為了一部非常值得觀賞的電影」，不過她也對這部電影表達了失望，因為她認為電影中的角色「並沒有特別創意性的表現」。
這部電影曾被提名入圍奧斯卡最佳動畫片獎，但落敗於《神隱少女》。它也曾被提名過多項安妮獎，包括了最佳動畫角色獎、最佳動畫角色設計獎、最佳動畫導演獎、最佳動畫效果獎、最佳動畫製作設計獎以及最佳動畫配音獎等。目前，它在爛番茄影評網站上基於147篇評論得到了69%的分數。

## 外部連結
- 互联网电影数据库（IMDb）上《星銀島》的资料（英文）
- Box Office Mojo上《星銀島》的資料（英文）
- 爛番茄上《星銀島》的資料（英文）
- 豆瓣电影上《星銀島》的資料 （简体中文）
- Metacritic上《星銀島》的資料（英文）
- AllMovie上《星銀島》的资料（英文）